# Zulmira Ribeiro Tavares
Zulmira Ribeiro Tavares (São Paulo, 27 de julho de 1930 - 9 de agosto de 2018) foi uma escritora brasileira. Era filha do engenheiro civil Brenno Tavares e da dona de casa Evangelina Ribeiro Tavares. Casou-se em 1958 com o designer industrial, artista plástico e futuro marchand Antonio Maluf, com quem teve dois filhos. Divorciaram-se amigavelmente na década de 1970. Durante vários anos escreveu críticas de cinema.
Era pesquisadora na Escola de Comunicações e Arte da Universidade de São Paulo (USP), onde ministrou curso de pós-graduação em cinema. Foi integrante do conselho da Cinemateca Brasileira.

## Obras
Publicou os seguintes livros:
- Campos de dezembro (1955)
- Termos de Comparação (1974)
- O Japonês de Olhos Redondos (1982)
- O Nome do Bispo (1985)
- O Mandril (1988)
- Jóias de Família (1990)[3][4]
- Café Pequeno (1995)
- Cortejo em Abril (1998)
- Vesúvio (2012)
- Região (2012).

Tem obras traduzidas para o alemão e o italiano.

## Prêmios
Recebeu os prêmios Revelação de Literatura pela APCA em 1974, por Termos de Comparação, Mercedes Benz de Literatura em 1985, por O nome do bispo, e o Jabuti na categoria Livro do Ano de Ficção e na categoria Romance em 1991, por Jóias de Família.